# Lianshan (häradshuvudort)
Lianshan (kinesiska: 连山, 连山区) är en häradshuvudort i Kina. Den ligger i provinsen Liaoning, i den nordöstra delen av landet, omkring 240 kilometer sydväst om provinshuvudstaden Shenyang. Antalet invånare är 605 186. Befolkningen består av 303 462 kvinnor och 301 724 män. Barn under 15 år utgör 12,0 %, vuxna 15-64 år 76 %, och äldre över 65 år 10,0 %.
Lianshan är det största samhället i trakten. Trakten runt Lianshan består i huvudsak av gräsmarker.
Genomsnittlig årsnederbörd är 723 millimeter. Den regnigaste månaden är juli, med i genomsnitt 177 mm nederbörd, och den torraste är februari, med 4 mm nederbörd.